# Philoganga vetusta
Philoganga vetusta – gatunek ważki równoskrzydłej z rodziny Philogangidae.
Ważka ta rozmnaża się w leśnych strumieniach terenów pagórkowatych. Gatunek notowany z Hongkongu, Fujianu, Guangdongu, Hainanu i Hunanu w Chinach.